# Трой (Алабама)
Трой (англ. Troy) — город и административный центр округа Пайк в Алабаме в Соединённых Штатах Америки.
По данным переписи 2020 года, население города составляло 17 727 человек, что меньше, чем в 2010 году (18 033), хотя ранее Трой считался одним из самых быстрорастущих городов в Алабаме.

## История
В доколумбову эпоху на протяжении многих веков территория вокруг нынешней Трои была заселена различными племенами коренных американцев, но в преобладали крики. Большинство племен криков жили вдоль рек Конику и Пи.

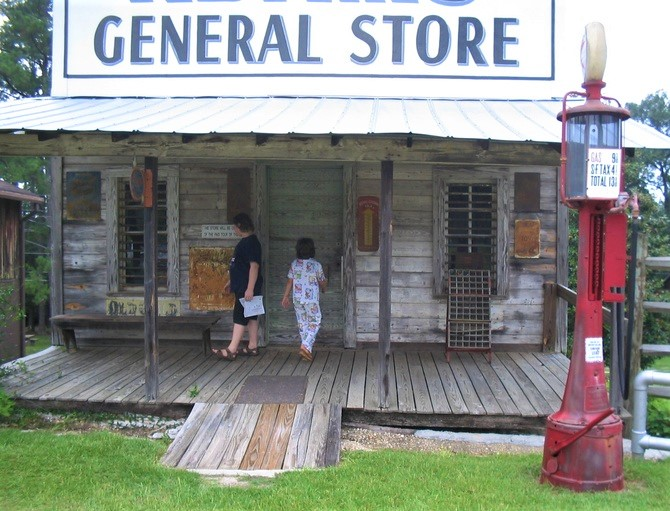
Экспонат Музея пионеров-первопроходцев в городе Трой

С приходом европейских исследователей и колонистов территория современной Алабамы была захвачена Испанией, Францией и Великобританией, хотя очень немногие европейцы поселились во внутренних районах. После различных трений между этими тремя державами в течение XVIII века Соединённые Штаты в 1795 году приобрели регион у Испании по Мадридскому договору и создали Территорию Миссисипи в 1798 году, включающую большую часть современных штатов Миссисипи и Алабама. В 1819 году штат Алабама был принят в Союз и вскоре был разделён на округа. Округ Пайк, основанный в 1821 году, был одним из первых округов, созданных в Алабаме; он включал в себя настолько большую территорию, что его порой называли «Штатом Пайк» Пайк включал части того, что сейчас является округами Креншоу, Монтгомери, Мейкон, Буллок и Барбур, и простирался до реки Чаттахучи на востоке.
После изменения границ округа Пайк, земля, которая позже стала Троей, была заселена в начале 1830-х годов. Первоначально район был известен как Дир-Стенд-Хилл (индейское охотничье угодье), затем как Зебулон, а затем Сентервилл и, наконец, в 1838 году получила нынешнее название. Трой стал административным центром округа в том же году после того, как в городе было построено новое здание окружного суда, заменив предыдущий окружной центр Монтичелло. Суд заседал сперва в местных магазинах, пока в 1839 году не было построено отдельное здание суда.
В 1836 году город входил в территорию охваченную Войной с криками.
Официально Трой получил статус города 4 февраля 1843 года.
В 1880 году это здание было снесено и перестроено в оперный театр, который также в конечном итоге был снесен. Кирпичное здание суда было возведено в 1880 году. Вскоре были построены отель и таверны вместе с небольшими торговыми магазинами, что быстро сделало новый город общественным центром округа. В 1901 году город почти полность выгорел в результате пожара.

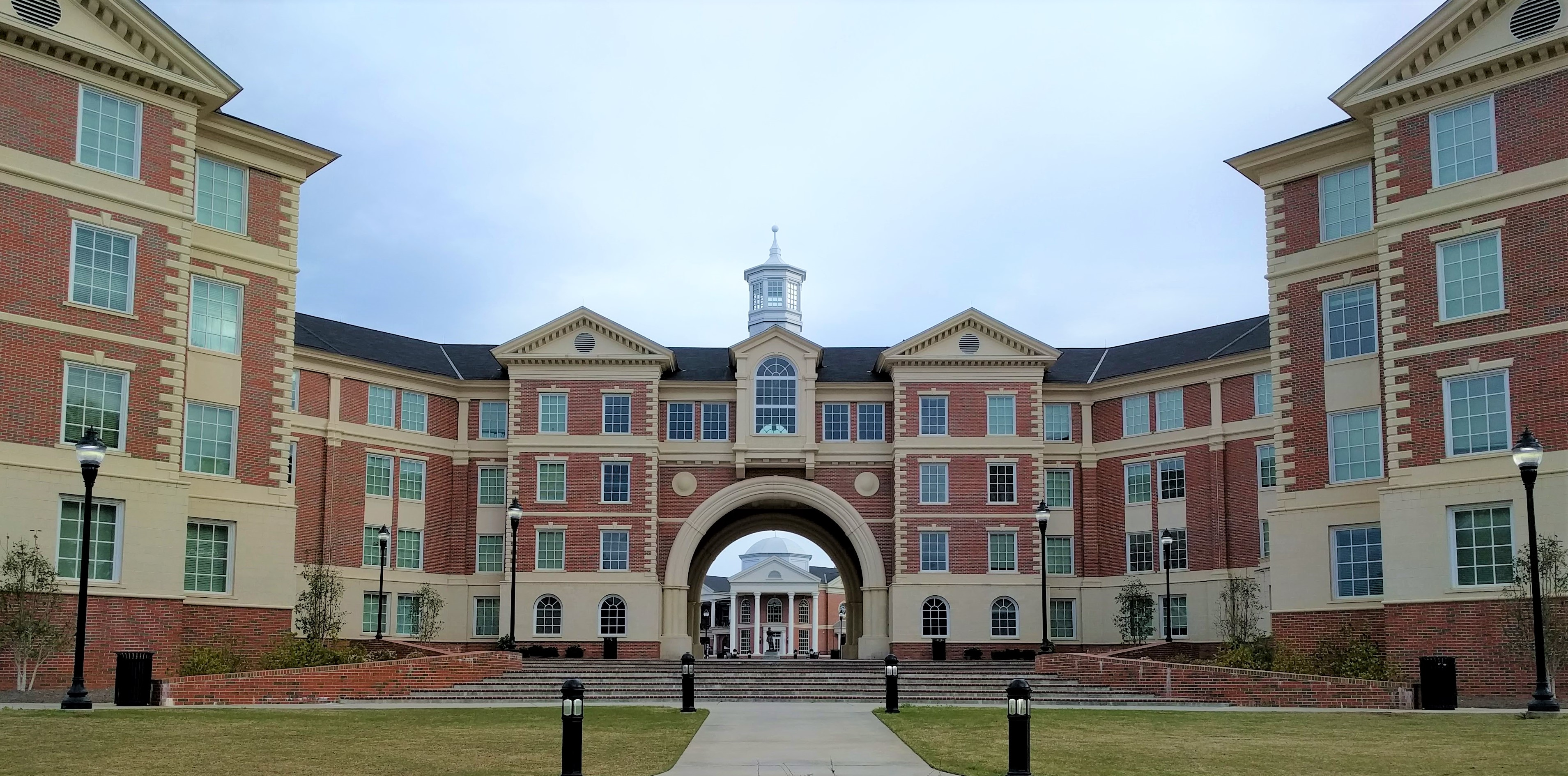
Университет Трой

В 1887 году принял первых студентов Университет Трой. Тогда это было небольшое деревянное здание в котором обосновалось «училище для учителей». Ныне это четвёртый по общему числу студентов ВУЗ в Алабаме. Теннисный комплекс при университете одно время принимал международные соревнования. В город заезжали отдельные статусные игроки мирового тура.
В эпоху реконструкции после окончания Гражданской войны в США через Трой начали прокладываться новые железные дороги и шоссе. После завершения строительства железной дороги Mobile & Girard (позже части ЦЖД Джорджии) в 1870 году в Трое произошел резкий скачёк численности населения.
Быстрый рост населения сопровождался строительством за пределами центральной площади города фабрик, церквей, магазинов и домов в викторианском стиле. Многие из ранних домов, церквей и кладбищ, относящихся к этой эпохе, все ещё можно найти в историческом районе Колледж-стрит, прямо на краю исторического центра города Трой. Многие здания в двухквартальном районе датируются ещё 1870-ми годами. Район был добавлен в Национальный реестр исторических мест США 13 августа 1976 года.